# Жальгіріс-Арена
«Жальгіріс-Арена» (лит. Žalgirio Arena) — найбільша у країнах Балтії крита багатофункціональна арена в місті Каунас.

## Історія
Будівництво арени розпочалося у вересні 2008 року, основним підрядником арени була компанія «Vetruna», головний архітектор — Еугеніюс Мілюнас. Загальна вартість арени оцінюється у 168,8 млн літів (~49 млн євро).
Розташована у центрі міста, на березі Німану. Використовується для проведення баскетбольних матчів та інших видів спорту, а також концертів. Арена є домашньою для баскетбольного клубу «Жальгіріс».
Офіційне відкриття арени відбулося 18 серпня 2011 товариським баскетбольним матчем між збірними Литви та Іспанії.
З 14 по 18 вересня 2011 на «Жальгіріс-Арена» відбулися матчі плей-оф 37-ого чемпіонату Європи з баскетболу.

## Характеристики
- Максимальна місткість при проведенні спортивних заходів, глядачів:
  - Баскетбол — 15 442;
  - Волейбол — 13 666;
  - Гандбол — 13 807;
  - Теніс та технічні види спорту — 13 762;
  - Бокс — 15 261;
  - Футзал — 14 110;
- Місткість при проведенні концертів, глядачів:
  - Концерти (наприкінці сцени — 11 256, у центрі сцени — 15 160);
- Загальна площа будівлі — 39 684,2 м².